# Бельгия на «Евровидении-1992»
Бельгия участвовала на телевизионном конкурсе Евровидение-1992, который состоялся 9 мая в Мальмё, Швеция. Страну представляла певица Ингрид Симонис, более известная как Морган с песней Nous, on veut des violons, написанной Клодом Барзотти и Анн-Мари Гаспар. Морган выиграла национальный отбор, который устроила бельгийская телерадиокомпания RTBF, которая по чётным годам отвечала за организацию выбора бельгийской заявки. По итогам голосования Nous, on veut des violons заняла лишь 20-е место из 23, набрав 11 очков. Тем не менее, песня стала предшественницей бельгийской заявки на Евровидение-1993 Iemand als jij Барбары Декс. Конкурс был показан валлонским вещателем RTBF на канале La Une с комментариями Клода Делакруа и фламандским вещателем VRT на канале VRT TV1 с комментариями Андре Вермёлена. Глашатаем, объявлявшим очки бельгийского жюри, был Жак Оливье.

## До «Евровидения»

### Национальный отбор
Бельгийская телерадиокомпания RTBF, являющаяся главным вещателем во франкоязычной части Бельгии, решила организовать национальный финал для выбора заявки на конкурс Евровидение-1992 в Мальмё. Этот отбор отличается от отбора 1990 года, когда вещатель выбрал артиста и песню внутри телекомпании. Finale nationale Concours Eurovision de la Chanson состоялся 8 марта 1992 года в студии RTBF в Брюсселе. Ведущим был Тьерри Лютерс. Победитель был определён из десяти конкурсантов путём голосов от региональных жюри (Валлонский Брабант, Эно, Льеж, Люксембург и Намюр) и от экспертов музыкальной индустрии. Морган с песней Nous, on veut des violons выиграла отбор, набрав 61 балл.
| Порядок выступления | Исполнитель            | Название песни                   | Очки | Место |
| ------------------- | ---------------------- | -------------------------------- | ---- | ----- |
| 1                   | Кэрол                  | Au tour du monde                 | 27   | 6     |
| 2                   | Анн Костер             | Elie                             | 44   | 4     |
| 3                   | Жан-Луи Констант Долне | Swinguez-vous la vie             | 47   | 3     |
| 4                   | Les Malheurs de Sophie | Les petites filles de Bouddha    | 24   | 8     |
| 5                   | Майра                  | Coup de soleil                   | 49   | 2     |
| 6                   | Морган                 | Nous, on veut des violons        | 61   | 1     |
| 7                   | Натали и Филипп Ламонт | Douze étoiles en harmonie        | 44   | 4     |
| 8                   | Фабьенн Петрисс        | Mon mec est dans la finance      | 12   | 10    |
| 9                   | Siloé                  | Tu es tout au bout de ma chanson | 15   | 9     |
| 10                  | Франсуаза Видик        | Ne me dis pas que tout s'éteint  | 25   | 7     |

## На «Евровидении»
Морган выступала под номером 2, между Испанией и Израилем. По итогам голосования она заняла лишь 20-е место из 23, набрав 11 очков. 12 очков бельгийское жюри присудило Великобритании. Франк Фьеве был дирижёром во время исполнения бельгийской заявки.

### Голосование
| Очки      | Страна              |
| --------- | ------------------- |
| 12 баллов |                     |
| 10 баллов |                     |
| 8 баллов  |                     |
| 7 баллов  |                     |
| 6 баллов  |                     |
| 5 баллов  |                     |
| 4 балла   | - Турция            |
| 3 балла   | - Испания - Франция |
| 2 балла   |                     |
| 1 балл    | - Люксембург        |

| Очки      | Страна         |
| --------- | -------------- |
| 12 баллов | Великобритания |
| 10 баллов | Мальта         |
| 8 баллов  | Австрия        |
| 7 баллов  | Ирландия       |
| 6 баллов  | Германия       |
| 5 баллов  | Швейцария      |
| 4 балла   | Исландия       |
| 3 балла   | Норвегия       |
| 2 балла   | Нидерланды     |
| 1 балл    | Испания        |